# Verbena barbata
Verbena barbata — вид трав'янистих рослин родини Вербенові (Verbenaceae), ендемік Мексики.

## Опис
Стебла дещо дерев'янисті знизу, квадратні, зморщені при черешках, грубі, кути видні, вкриті жорсткими волосками. Листки черешкові, протилежні, опушені з обох сторін. Колоски кінцеві, одинокі, стрункі. Квіти маленькі, одиночні. Чашечка зелена, опушена, волоски стоячі. Вінчик блідо-рожевий, воронкоподібний, опушений; трубка вдвічі довша чашечки.

## Поширення
Ендемік Мексики.